# メアリー・ラッチェンス
エディス・ペネロープ・メアリー・ラッチェンス（Edith Penelope Mary Lutyens, 1908年 - 1999年4月9日）は、イギリスの著作家。メアリー・ルティエンスとも表記される。ジッドゥ・クリシュナムルティの信頼できる自伝を書いた。
メアリーは建築家エドウィン・ラッチェンスと、小説家で貴族の初代リットン男爵エドワード・ブルワー＝リットンの娘エミリーの四女（末娘）として生まれた。姉の1人は作曲家エリザベス・ラッチェンス。
クリシュナムルティ以外にも、ジョン・ラスキン、その妻エフィー・グレイ、それに父親の伝記を書いた。
クリシュナムルティとは1911年から彼が亡くなった1986年まで知り合いであった。

## 私生活
メアリーは2度結婚した。最初の結婚は1930年で、相手は株式仲買人のアンソニー・ルパート・ハーバート・フランクリン・シウェルで、娘アマンダ・ラッチェンスをもうけたが、1945年に離婚した。2度目の結婚は1945年で、相手は美術史家で王室御用達の毛皮商人のJ・G・リンクスだったが、1997年に死別した。

## 作品
- Perchance to Dream, London: John Murray, 1935
- Effie in Venice: Effie Ruskin's Letter Home 1849-1852, London: John Murray, 1965, Pallas Athene (UK), 2001 edition: ISBN 1-873429-33-9
- Millais and the Ruskins, London: John Murray, 1967, Vanguard Press in USA
- Krishnamurti: The Years of Awakening, London: John Murray, 1975, Shambhala reprint edition 1997: ISBN 1-57062-288-4 (covers 1895 to 1935) - 邦訳『クリシュナムルティ 目覚めの時代』高橋重敏訳（めるくまーる）
- Krishnamurti: The Years of Fulfilment, London: John Murray, 1983, ISBN 0-7195-3979-X, Farrar, Straus, Giroux paperback: ISBN 0-374-18224-8, Avon Books 1991 reprint with US spelling "Fulfillment": ISBN 0-380-71112-5 (covers 1935 to 1980) - 邦訳『クリシュナムルティ 実践の時代』 高橋重敏訳（めるくまーる）
- The Open Door, London: John Murray, 1988, ISBN 0-7195-4534-X, (covers 1980 to 1986, the end of Krishnamurti's life) - 邦訳『クリシュナムルティ 開いた扉』 高橋重敏訳（めるくまーる）
- The Lyttons in India: An account of Lord Lytton's Viceroyalty, 1876-1880 London: John Murray, 1979, ISBN 0-7195-3677-4
- Edwin Lutyens: A Memoir, Academic Pr Canada Ltd, 1980, ISBN 0-7195-3777-0, Black Swan, 1991 revised edition: ISBN 0-552-99417-0
- The Life and Death of Krishnamurti, London: John Murray, 1990, ISBN 0-7195-4749-0, Nesma Books India 1999: ISBN 81-87075-44-9, ISBN 0-900506-22-9, also published as Krishnamurti: His Life and Death, St Martins Press 1991: ISBN 0-312-05455-6, an abridgement of her trilogy on Krishnamurti's life - 邦訳『クリシュナムルティの生と死』 大野純一訳（コスモス・ライブラリー）
- Krishnamurti and the Rajagopals, 1996, Ojai, CA: Krishnamurti Foundation of America, ISBN 1-888004-08-8
- J. Krishnamurti: A Life, 2005, Penguin Books India, ISBN 0-14-400006-7（『クリシュナムルティ 目覚めの時代』、『クリシュナムルティ 実践の時代』、クリシュナムルティ 開いた扉』の編集版）